# Obwidnyj
Obwidnyj (ukr. Обвідний) – węzłowa stacja kolejowa w pobliżu miejscowości Żabcze, w rejonie korosteńskim, w obwodzie żytomierskim, na Ukrainie. Węzeł linii Kalinkowicze – Szepetówka z linią Kijów – Kowel.